# 森下駅 (東京都)
森下駅（もりしたえき）は、東京都江東区森下にある、東京都交通局（都営地下鉄）の駅。
所在地は新宿線が森下一丁目、大江戸線が森下二丁目となっている。
新宿線と大江戸線の乗換駅で、それぞれの駅番号は新宿線がS 11、大江戸線がE 13。

## 歴史
1997年（平成9年）に新宿線の急行運転が始まった当初は通過駅であり、大江戸線との乗換駅となったことを期に急行停車駅となった。
- 1978年（昭和53年）12月21日：都営新宿線の駅として開業。
- 2000年（平成12年）12月12日：都営大江戸線が開業し、乗換駅となる[2]。同日より新宿線急行の停車駅となる。また、これと同時にバリアフリー化された。
- 2007年（平成19年）3月18日：ICカード「PASMO」の利用が可能となる[3]。
- 2015年（平成27年）4月1日：新宿線駅業務が馬喰駅務管理所馬喰駅務区から大門駅務管理所門前仲町駅務区に移管される。
- 2019年（令和元年）12月21日：新宿線ホームで新大橋方面改札とホーム階を結ぶエレベーターが増設され、使用開始。

## 駅構造
新宿線・大江戸線とも島式ホーム1面2線を有する地下駅である。新宿線ホームは新大橋通りの、大江戸線ホームは清澄通りの地下にある。新宿線建設時、大江戸線が当駅を通ることが計画されていたため、事前工事として交差部の構築が施工されていた。
大江戸線ホームのエレベーター付近の真上を新宿線が直交しており、このエレベーターは清澄通り方面改札口（地下1階）、新宿線ホーム（地下2階・菊川寄り）、大江戸線ホーム（地下3階）を結んでいる。2019年12月21日に、新大橋方面改札口（地下1階）と新宿線ホーム（地下2階・ホーム中央）を結ぶエレベーターが増設されて使用開始された。
門前仲町駅務管区門前仲町駅務区が管轄し、東京都営交通協力会が受託する業務委託駅。以前は新宿線構内と新大橋方面改札は馬喰駅務管理所馬喰駅務区、大江戸線構内と清澄通り方面改札は大門駅務管理所門前仲町駅務区の管轄に分かれていた。

### のりば
| 番線 | 路線         | 行先              |
| ---- | ------------ | ----------------- |
| 1    | 都営新宿線   | 新宿・ 京王線方面 |
| 2    | 都営新宿線   | 本八幡方面        |
| 3    | 都営大江戸線 | 両国・春日方面    |
| 4    | 都営大江戸線 | 大門・六本木方面  |

（出典：都営地下鉄:駅構内図）

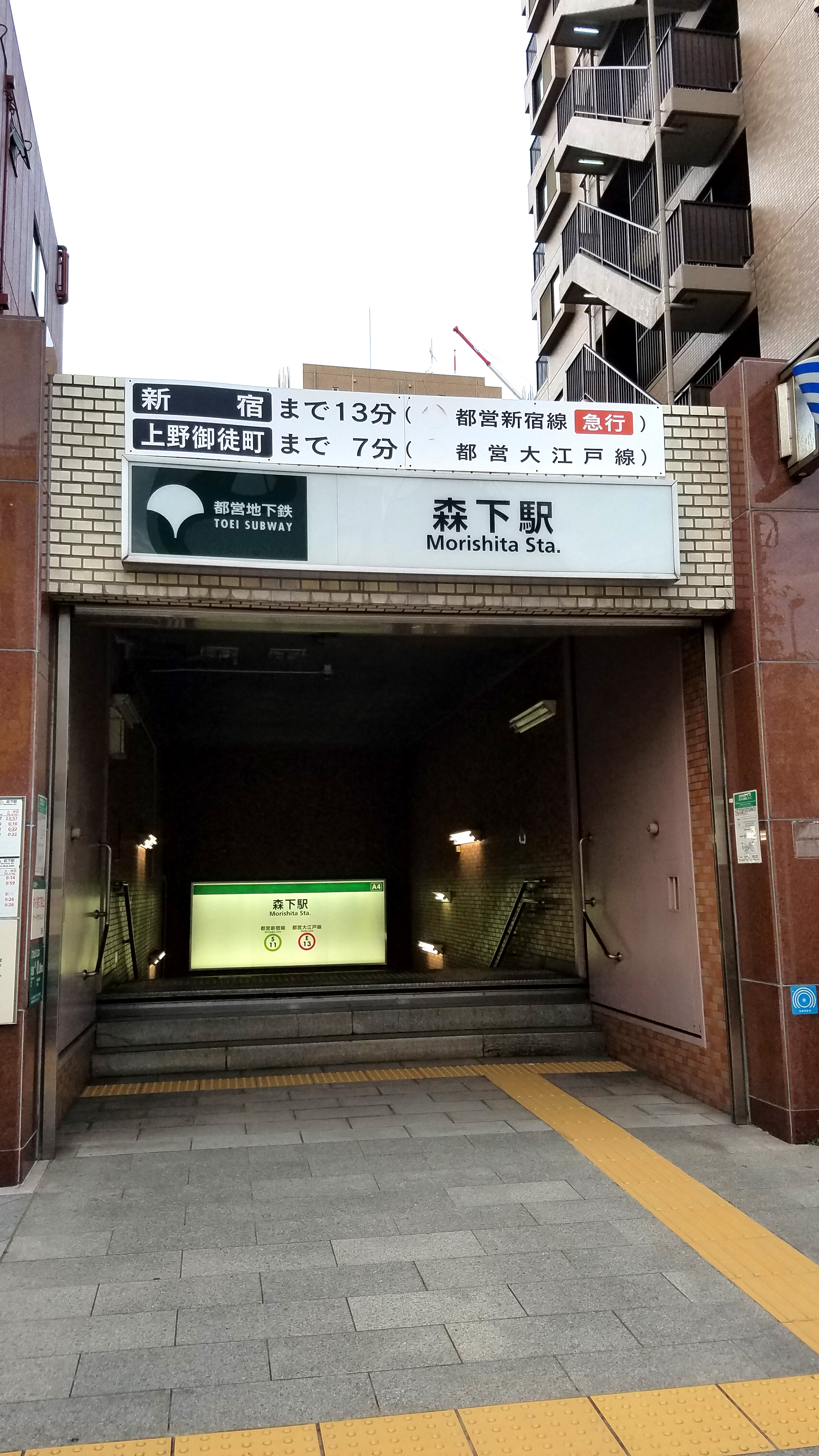
A4番出入口（2019年8月）
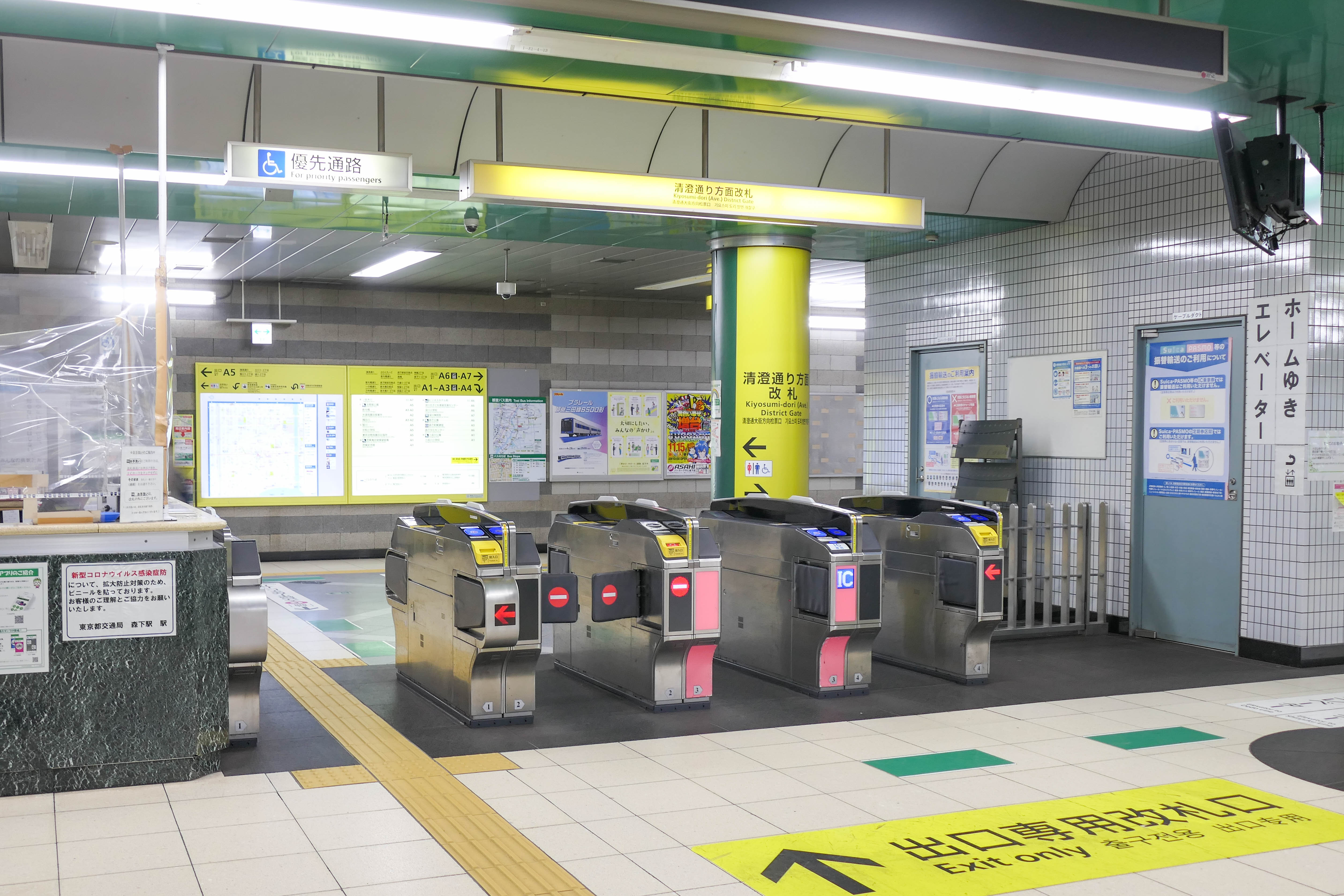
清澄通り方面改札（2022年11月）
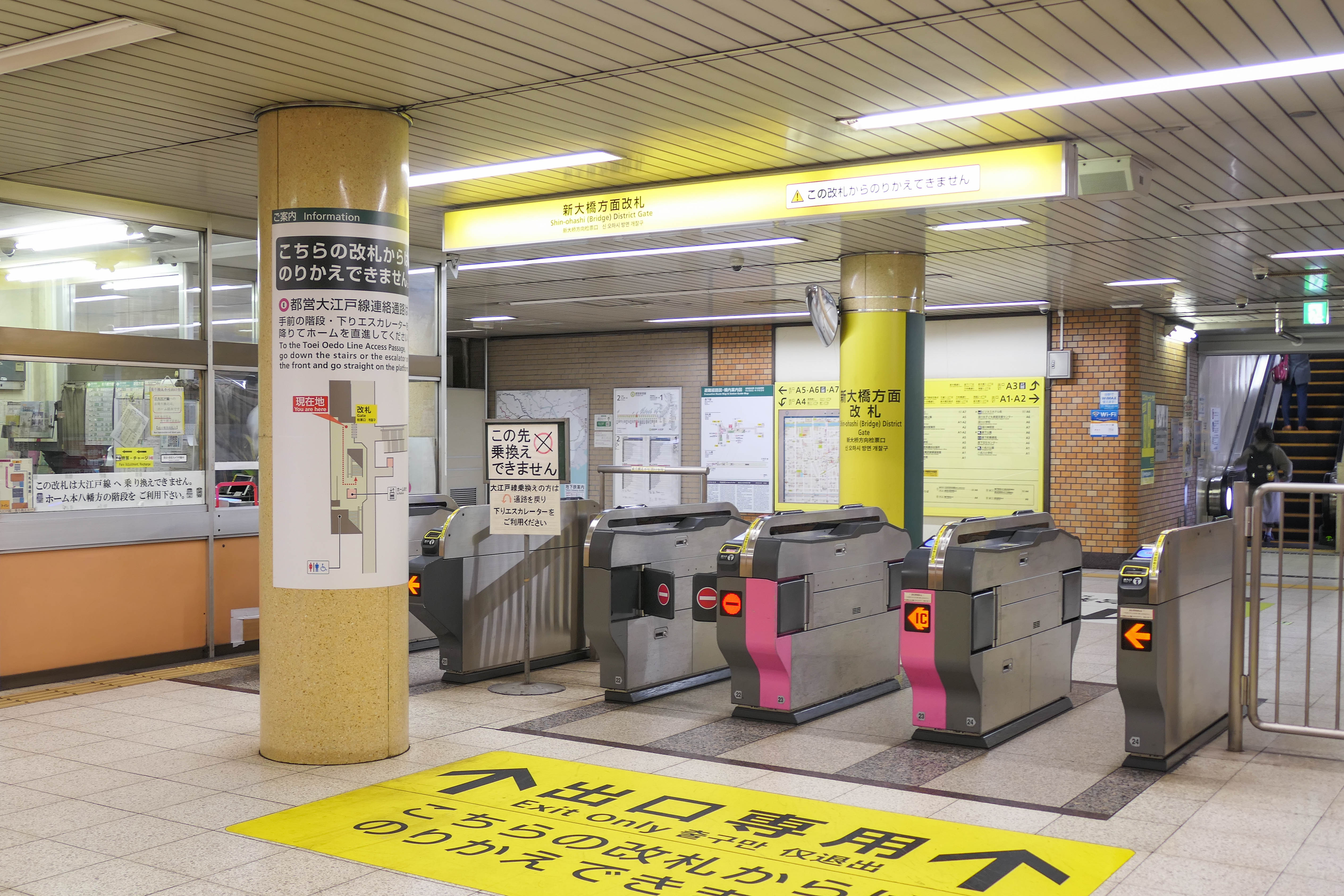
新大橋方面改札（2022年11月）
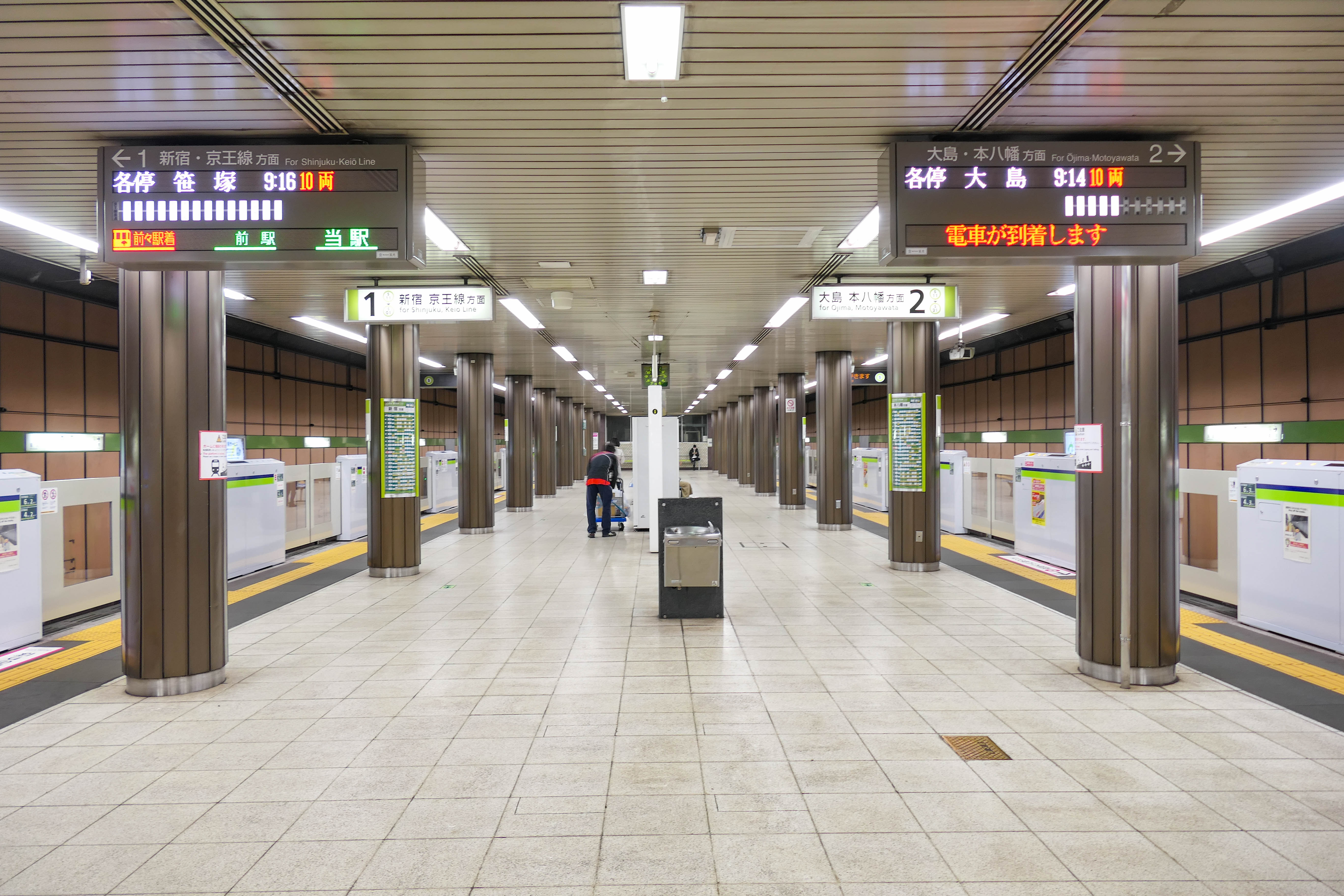
1・2番線ホーム（2022年11月）
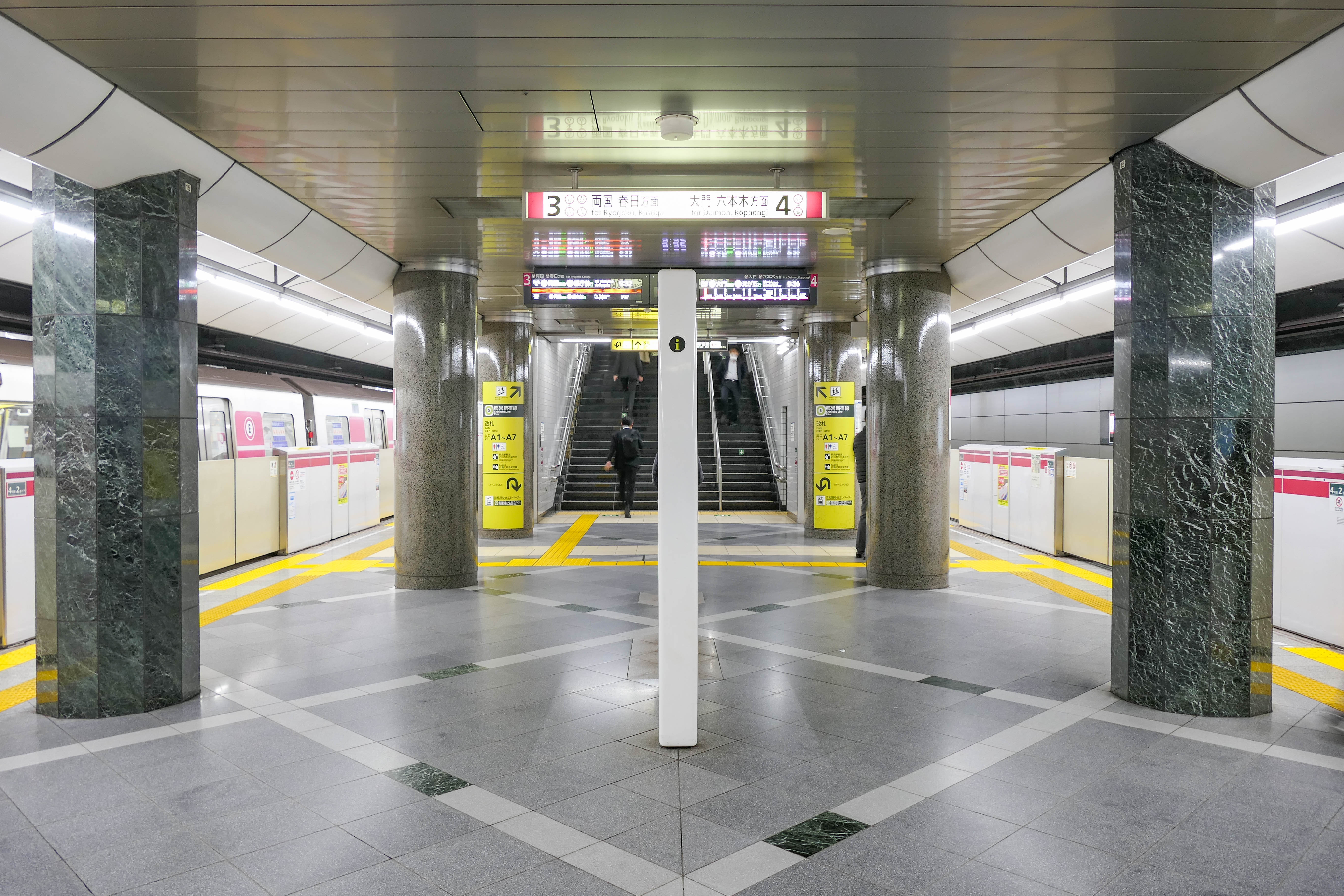
3・4番線ホーム（2022年11月）

## 利用状況
- 都営地下鉄[都交 1]
  - 新宿線 - 2023年度の1日平均乗降人員は70,246人（乗車人員：34,658人、降車人員：35,588人）である。
  - 大江戸線 - 2023年度の1日平均乗降人員は61,803人（乗車人員：31,526人、降車人員：30,277人）である。

### 年度別1日平均乗降人員
近年の1日平均乗降人員の推移は下表の通り。
| 年度               | 都営地下鉄       | 都営地下鉄 | 都営地下鉄       | 都営地下鉄 |
| 年度               | 新宿線           | 新宿線     | 大江戸線         | 大江戸線   |
| 年度               | 1日平均 乗降人員 | 増加率     | 1日平均 乗降人員 | 増加率     |
| ------------------ | ---------------- | ---------- | ---------------- | ---------- |
| 2003年（平成15年） | 54,307           | 2.2%       | 46,816           | 4.7%       |
| 2004年（平成16年） | 54,719           | 0.8%       | 47,698           | 1.9%       |
| 2005年（平成17年） | 56,016           | 2.4%       | 49,397           | 3.6%       |
| 2006年（平成18年） | 58,820           | 5.0%       | 52,261           | 5.8%       |
| 2007年（平成19年） | 62,289           | 5.9%       | 55,101           | 5.4%       |
| 2008年（平成20年） | 64,399           | 3.4%       | 57,172           | 3.8%       |
| 2009年（平成21年） | 64,486           | 0.1%       | 57,355           | 0.3%       |
| 2010年（平成22年） | 65,125           | 1.0%       | 58,194           | 1.5%       |
| 2011年（平成23年） | 64,735           | −0.6%      | 57,998           | −0.3%      |
| 2012年（平成24年） | 66,622           | 2.9%       | 60,000           | 3.5%       |
| 2013年（平成25年） | 68,570           | 2.9%       | 61,910           | 3.2%       |
| 2014年（平成26年） | 69,892           | 1.9%       | 63,211           | 2.1%       |
| 2015年（平成27年） | 73,006           | 4.5%       | 66,226           | 4.8%       |
| 2016年（平成28年） | 75,243           | 3.1%       | 68,336           | 3.2%       |
| 2017年（平成29年） | 77,157           | 2.5%       | 69,904           | 2.2%       |
| 2018年（平成30年） | 79,271           | 2.7%       | 71,654           | 2.5%       |
| 2019年（令和元年） | 79,392           | 0.2%       | 71,964           | 0.4%       |
| 2020年（令和02年） | 56,043           | −29.4%     | 50,540           | −29.8%     |
| 2021年（令和03年） | 58,541           | 4.5%       | 51,740           | 2.4%       |
| 2022年（令和04年） | 63,689           | 8.8%       | 55,917           | 8.1%       |
| 2023年（令和05年） | 70,246           | 10.3%      | 61,803           | 10.5%      |

### 年度別1日平均乗車人員（1978年 - 2000年）
| 年度               | 新宿線 | 大江戸線 | 出典              |
| ------------------ | ------ | -------- | ----------------- |
| 1978年（昭和53年） | 1,980  | 未 開 業 | [ 東京都統計 1 ]  |
| 1979年（昭和54年） | 2,536  | 未 開 業 | [ 東京都統計 2 ]  |
| 1980年（昭和55年） | 5,764  | 未 開 業 | [ 東京都統計 3 ]  |
| 1981年（昭和56年） | 6,627  | 未 開 業 | [ 東京都統計 4 ]  |
| 1982年（昭和57年） | 6,997  | 未 開 業 | [ 東京都統計 5 ]  |
| 1983年（昭和58年） | 7,497  | 未 開 業 | [ 東京都統計 6 ]  |
| 1984年（昭和59年） | 8,022  | 未 開 業 | [ 東京都統計 7 ]  |
| 1985年（昭和60年） | 8,332  | 未 開 業 | [ 東京都統計 8 ]  |
| 1986年（昭和61年） | 9,107  | 未 開 業 | [ 東京都統計 9 ]  |
| 1987年（昭和62年） | 9,740  | 未 開 業 | [ 東京都統計 10 ] |
| 1988年（昭和63年） | 10,222 | 未 開 業 | [ 東京都統計 11 ] |
| 1989年（平成元年） | 11,258 | 未 開 業 | [ 東京都統計 12 ] |
| 1990年（平成02年） | 12,049 | 未 開 業 | [ 東京都統計 13 ] |
| 1991年（平成03年） | 12,350 | 未 開 業 | [ 東京都統計 14 ] |
| 1992年（平成04年） | 12,567 | 未 開 業 | [ 東京都統計 15 ] |
| 1993年（平成05年） | 12,784 | 未 開 業 | [ 東京都統計 16 ] |
| 1994年（平成06年） | 12,603 | 未 開 業 | [ 東京都統計 17 ] |
| 1995年（平成07年） | 12,123 | 未 開 業 | [ 東京都統計 18 ] |
| 1996年（平成08年） | 12,101 | 未 開 業 | [ 東京都統計 19 ] |
| 1997年（平成09年） | 11,814 | 未 開 業 | [ 東京都統計 20 ] |
| 1998年（平成10年） | 11,877 | 未 開 業 | [ 東京都統計 21 ] |
| 1999年（平成11年） | 11,648 | 未 開 業 | [ 東京都統計 22 ] |
| 2000年（平成12年） | 10,742 | 3,673    | [ 東京都統計 23 ] |

### 年度別1日平均乗車人員（2001年以降）
近年の1日平均乗車人員の推移は下表の通り。
| 年度               | 新宿線 | 大江戸線 | 出典              |
| ------------------ | ------ | -------- | ----------------- |
| 2001年（平成13年） | 7,729  | 4,310    | [ 東京都統計 24 ] |
| 2002年（平成14年） | 7,589  | 4,534    | [ 東京都統計 25 ] |
| 2003年（平成15年） | 7,454  | 4,492    | [ 東京都統計 26 ] |
| 2004年（平成16年） | 7,485  | 4,685    | [ 東京都統計 27 ] |
| 2005年（平成17年） | 7,696  | 5,066    | [ 東京都統計 28 ] |
| 2006年（平成18年） | 28,518 | 27,230   | [ 東京都統計 29 ] |
| 2007年（平成19年） | 30,459 | 28,317   | [ 東京都統計 30 ] |
| 2008年（平成20年） | 31,683 | 29,192   | [ 東京都統計 31 ] |
| 2009年（平成21年） | 31,702 | 29,280   | [ 東京都統計 32 ] |
| 2010年（平成22年） | 32,107 | 29,619   | [ 東京都統計 33 ] |
| 2011年（平成23年） | 31,999 | 29,357   | [ 東京都統計 34 ] |
| 2012年（平成24年） | 32,945 | 30,362   | [ 東京都統計 35 ] |
| 2013年（平成25年） | 33,899 | 31,334   | [ 東京都統計 36 ] |
| 2014年（平成26年） | 34,607 | 31,933   | [ 東京都統計 37 ] |
| 2015年（平成27年） | 36,193 | 33,407   | [ 東京都統計 38 ] |
| 2016年（平成28年） | 37,322 | 34,470   | [ 東京都統計 39 ] |
| 2017年（平成29年） | 38,280 | 35,259   | [ 東京都統計 40 ] |
| 2018年（平成30年） | 39,160 | 36,306   | [ 東京都統計 41 ] |
| 2019年（令和元年） | 39,205 | 36,510   | [ 東京都統計 42 ] |
| 2020年（令和02年） | 27,754 | 25,670   | [ 都交 2 ]        |
| 2021年（令和03年） | 28,964 | 26,317   | [ 都交 3 ]        |
| 2022年（令和04年） | 31,496 | 28,474   | [ 都交 4 ]        |
| 2023年（令和05年） | 34,658 | 31,526   | [ 都交 1 ]        |

備考
1. ↑  開業日（12月21日）から翌年3月31日までの計101日間を集計したデータ。
2. ↑  開業日（12月12日）から翌年3月31日までの計110日間を集計したデータ。
3. ↑  2006年度以降の乗車人員は、大江戸線との乗換人員を含む値。
4. ↑  2006年度以降の乗車人員は、新宿線との乗換人員を含む値。

## 駅周辺
東京都道・千葉県道50号東京市川線（新大橋通り）と東京都道463号上野月島線（清澄通り）の交差点付近に両線の駅がある。周囲は森下、千歳、高橋、新大橋となる。両国に近く、相撲部屋が多数存在する。なお、駅周辺施設は各町名記事を参照のこと。
出入口はA1 - A7の7か所設置されており、うち最も北側にあるA5出入口は墨田区との境界上にある。この他、駅に直結する森下駅地下自転車駐車場の出入口もある。

### バス路線
最寄りバス停留所は、清澄通りおよび新大橋通りにある森下駅前となる。いずれも東京都交通局（都営バス）により運行されている。
- 門33系統：豊海水産埠頭行 / 亀戸駅前行
- 急行06系統（江東区深川シャトル）：日本科学未来館行（土休日のみ運行）
- 錦11系統：築地駅前行 / 亀戸駅前行・錦糸町駅前行

錦11系統はA1・A2出入口付近の新大橋も利用可能。また、A5出入口は墨田区内循環バス南部ルート（京成バス）の停車する弥勒寺前にも至近である。

## 隣の駅
東京都交通局（都営地下鉄）
 都営新宿線
■急行
馬喰横山駅 (S 09) - 森下駅 (S 11) - 大島駅 (S 15)
■各駅停車
浜町駅 (S 10) - 森下駅 (S 11) - 菊川駅 (S 12)
 都営大江戸線
両国駅 (E 12) - 森下駅 (E 13) - 清澄白河駅 (E 14)

#### 利用状況に関する出典
東京都交通局 各駅乗降人員
1. 1 2 3 4 5 6  “事業概要（令和6年度版）” (pdf).   東京都交通局. p. 79-81. 2025年1月19日時点のオリジナルよりアーカイブ。2025年1月19日閲覧。
2. 1 2 3  “各駅乗降人員一覧｜東京都交通局”.   東京都交通局. 2021年11月4日時点のオリジナルよりアーカイブ。2022年11月13日閲覧。
3. 1 2 3  “各駅乗降人員一覧｜東京都交通局”.   東京都交通局. 2022年11月12日時点のオリジナルよりアーカイブ。2022年11月13日閲覧。
4. 1 2 3  令和4年度 運輸統計年報 (PDF) (Report). 東京都交通局. 2023年11月3日時点のオリジナル (pdf)よりアーカイブ. 2023年11月3日閲覧. {{cite report}}: |archive-date=と|archive-url=の日付が異なります。（もしかして：2023年11月2日） (説明)

地下鉄の統計データ
1. ↑  レポート - 関東交通広告協議会
2. ↑  東京都統計年鑑 - 東京都

東京都統計年鑑
1. ↑  昭和53年
2. ↑  昭和54年
3. ↑  昭和55年
4. ↑  昭和56年
5. ↑  昭和57年
6. ↑  昭和58年
7. ↑  昭和59年
8. ↑  昭和60年
9. ↑  昭和61年
10. ↑  昭和62年
11. ↑  昭和63年
12. ↑  平成元年
13. ↑  平成2年
14. ↑  平成3年
15. ↑  平成4年
16. ↑  平成5年
17. ↑  平成6年
18. ↑  平成7年
19. ↑  平成8年
20. ↑  平成9年
21. ↑  平成10年 (PDF)
22. ↑  平成11年 (PDF)
23. ↑  平成12年
24. ↑  平成13年
25. ↑  平成14年
26. ↑  平成15年
27. ↑  平成16年
28. ↑  平成17年
29. ↑  平成18年
30. ↑  平成19年
31. ↑  平成20年
32. ↑  平成21年
33. ↑  平成22年
34. ↑  平成23年
35. ↑  平成24年
36. ↑  平成25年
37. ↑  平成26年
38. ↑  平成27年
39. ↑  平成28年
40. ↑  平成29年
41. ↑  平成30年
42. ↑  平成31年・令和元年